# Spy Kids 2 - De förlorade drömmarnas ö
Spy Kids 2 – De förlorade drömmarnas ö är en film från 2002 i regi av Robert Rodríguez. Filmen är en uppföljare till Spy Kids från 2001.

## Handling
Carmen och Juni Cortez är det allra bästa juniorteamet inom spionorganisationen OSS. Men plötsligt petas de ned från tronen av OSS-chefens egna barn, Gerti och Gary Giggles, som utses till organisationens nya stjärnor. Samtidigt är ännu mer trubbel på gång då en galen forskare stjäl presidentens hemliga vapen, Transmookern, som i fel händer kan förstöra hela världen. Carmen och Juni antar därför uppdraget för att återupprätta sin heder igen.

## Rollista
- Daryl Sabara - Juni Cortez
- Alexa Vega - Carmen Cortez
- Antonio Banderas - Gregorio Cortez
- Carla Gugino - Ingrid Cortez
- Steve Buscemi - Romero
- Mike Judge - Donnagon Giggles
- Matt O'Leary - Gary Giggles
- Emily Osment - Gerti Giggles
- Ricardo Montalban - Morfar
- Holland Taylor - Mormor
- Cheech Marin - Farbror Felix
- Danny Trejo - Isador "Machete" Cortez
- Alan Cumming - Fegan Floop
- Taylor Momsen - Presidentens dotter
- Christopher McDonald - Presidenten

### Svenska röster
- Niels Pettersson - Juni Cortez
- Elina Raeder - Carmen Cortez
- Roger Storm - Gregorio Cortez
- Maria Rydberg - Ingrid Cortez
- Peter Sjöquist - Romero
- Jonas Bergström - Donnagon Giggles
- Nick Atkinson - Gary Giggles
- Jasmine Heikura - Gerti Giggles
- Torsten Wahlund - Morfar
- Irene Lindh - Mormor
- Lars Dejert - Farbror Felix
- Jan Åström - Farbror Machete
- Ole Ornered - Fegan Floop
- Annika Barklund - Presidentens dotter
- Fredrik Dolk - Presidenten
- Kristian Ståhlgren - Diverse röster
- Adam Fietz - Diverse röster